# Looking Forward (film, 1933)
Pour les articles homonymes, voir Looking Forward et Looking Forward (film, 1910).
Pour plus de détails, voir Fiche technique et Distribution.
Looking Forward est un film américain réalisé par Clarence Brown et sorti en 1933.
Le titre du film est emprunté à un livre de Franklin D. Roosevelt.

## Synopsis
Un commerçant est licencié pendant la Grande Dépression, après avoir travaillé pendant 40 ans dans le même magasin.

## Fiche technique
- Réalisation : Clarence Brown
- Scénario : Bess Meredyth, H.M. Harwood d'après la pièce Service de Dodie Smith
- Production : Cosmopolitan Productions, Metro-Goldwyn-Mayer
- Photographie : Oliver T. Marsh
- Musique : William Axt
- Montage : Hugh Wynn
- Durée : 82 minutes
- Date de sortie: 
  - États-Unis : 28 avril 1933

## Distribution
- Lionel Barrymore : Tim Benton
- Lewis Stone : Gabriel Service, Sr.
- Benita Hume : Mme Isobel Service
- Elizabeth Allan : Caroline Service
- Phillips Holmes : Michael Service
- Colin Clive : Geoffrey Fielding
- Alec B. Francis : Mr. Birkenshaw
- Doris Lloyd : Mrs. Lil Benton
- Halliwell Hobbes : James Felton
- Douglas Walton : Willie Benton
- Viva Tattersall : Elsie Benton
- Lawrence Grant : Philip Bendicott
- George K. Arthur : Mr Tressitt
- Billy Bevan : Mr Barker